# جوينيث جونز
جوينيث جونز (بالإنجليزية: Gwyneth Jones)‏‏ (14 فبراير 1952 في مانشستر - ) كاتِبة، وروائية، ومؤلفة، وكاتبة خيال علمي، وكاتبة للأطفال من المملكة المتحدة.

## الجوائز
- جائزة أذرويز [الإنجليزية]‏[12]
- جائزة عالم الخيال لأفضل مجموعة  [لغات أخرى]‏
- World Fantasy Award—Short Fiction [الإنجليزية]‏
- جائزة آرثر سي كلارك
- Philip K. Dick Award [الإنجليزية]‏
- Pilgrim Award [الإنجليزية]‏